# McLaren MP4-18
McLaren MP4-18  je vůz Formule 1 stáje West McLaren Mercedes, který se neúčastnil mistrovství světa v roce 2003.

## McLaren
- Model: McLaren MP4-18
- Rok výroby: 2003
- Země původu: Velká Británie
- Konstruktér: Adrian Newey
- Debut v F1: Nikdy

## MP4-18
MP4-18 je název závodního monopostu formule 1, který měl být nasazen pro rok 2003. Vůz podle samotného bývalého testovacího jezdce McLarenu Alexandera Wurze předběhl svou dobu byl i rychlejší než předchozí model MP4-17D ale pro svou nespolehlivost a samovolným rozpadáním došlo vedení McLarenu k závěru že tento vůz vůbec do samotné sezóny nevyjede. McLaren pak ke konci sezony přesunul veškerý vývoj na vůz MP4-19